# Francie Calfo
Francie Calfo (...) è una produttrice televisiva statunitense.

## Carriera
Dall'agosto 2010 è entrata nella società Imagine Entertainment di Brian Grazer e Ron Howard come presidente del settore televisivo.
Precedentemente aveva lavorato per la The Walt Disney Company, nel dipartimento sviluppo del settore televisivo, divenendo poi vicepresidente del settore ricerche della Buena Vista Television. In seguito lavorò per la Touchstone Television, di cui è stata vicepresidente, e presidente per lo sviluppo delle serie drammatiche. Tra queste, ha supervisionato la produzione di serie come CSI: Scena del crimine e Alias. Successivamente lavorò anche per gli studi televisivi della ABC come produttrice indipendente, servendo come produttore esecutivo per diverse serie televisive. È stata anche vicepresidente esecutivo del dipartimento che cura la programmazione serale della ABC, curando con il suo staff serie come Desperate Housewives, Lost, Grey's Anatomy e Brothers & Sisters.
Francie Calfo è laureata in comunicazioni presso la Loyola Marymount University.